# تپه امانک
تپه امانک مربوط به دوران‌های تاریخی پس از اسلام است و در شهرستان قزوین، بخش رودبار الموت، روستای گرمارودبالا واقع شده و این اثر در تاریخ ۲۵ اسفند ۱۳۸۰ با شمارهٔ ثبت ۵۵۸۲ به‌عنوان یکی از آثار ملی ایران به ثبت رسیده است.